# Улица Каманина (Владимир)
Улица Каманина — улица в Октябрьском и Фрунзенском районах города Владимир. Проходит от д. 11 по улице Лермонтова, идёт к Городскому парку (бывший Парк 850-летия Владимира) и имеет выезд на Михайловскую улицу. Пересекает улицы: Усти на Лабе, Фейгина, Полины Осипенко и Суздальскую.

## История
Проложена в послевоенные годы на свободной окраинной территории города. Первоначальная застройка улицы частными домами усадебного типа со временем сменилась многоэтажной типовой. Было построено несколько крупных медицинских учреждений: областной онкологический диспансер, кардиологический центр, городская больница и поликлиника № 4.
Первоначальное название — улица Стахановская — получила по постановлению Владимирского исполкома № 1 от 06.01.1950 года, через семь лет название было изменено на Производственная (Постановление Владимирского исполкома горсовета N2520 от 27.12.1957 года).
Современное название в память уроженца Владимирской губернии Н. П. Каманина (1908—1982), руководителя с 1961 по 1971 год советского Центра подготовки космонавтов.
4 мая 2017 года на д. 14 по улице состоялось торжественное открытие мемориальной доски в память Н. П. Каманина.

## Достопримечательности
Часовня святителя Луки Крымского и иконы Божией Матери Всецарица